# Prova (Mêda)
Prova is een plaats (freguesia) in de Portugese gemeente Mêda en telt 204 inwoners (2001).